# 霧の子午線
『霧の子午線』（きりのしごせん）は、1996年1月20日に東映で公開された日本の映画。製作は東映東京撮影所。監督は出目昌伸。
岩下志麻と吉永小百合の2大女優が初共演ということもあり、話題を呼んだ作品でもある。配給収入は3.5億円。

## スタッフ
- 監督 - 出目昌伸
- 企画 - 岡田裕介
- プロデューサー - 横山和幸
- 製作プロデューサー - 東一盛、小島吉弘
- 助監督 - 原田昌樹
- 脚色 - 那須真知子
- 原作 - 髙樹のぶ子
- 撮影 - 木村大作
- 音楽 - 星勝
- テーマ曲 - 玉置浩二
- 主題歌 - 中島みゆき 「二隻の舟」
- 美術 - 今村力
- 録音 - 横溝正俊
- 整音 - 本田孜
- 照明 - 磯野雅宏
- 編集 - 西東清明
- ポスター撮影 - 篠山紀信
- スチール - 渋谷典子

## キャスト
- 鳥飼希代子 - 岩下志麻（大学時代：白鳥夕香）
- 沢田八重 - 吉永小百合（大学時代：前田つばさ）
- 高尾耕介 - 玉置浩二
- 鳥飼光夫 - 山本耕史
- 川島映子 - 北條えみ子
- 医者 - 本田博太郎
- デスク・矢部 - 井川比佐志
- 宮本 - 筑紫哲也
- マスター・熊井 - 風間杜夫
- 淡路新一郎 - 林隆三（大学時代：立川政市）